# Bonîșîn, Zolociv
Bonîșîn (în ucraineană Бонишин) este un sat în comuna Iasenivți din raionul Zolociv, regiunea Liov, Ucraina.

## Demografie
Componența lingvistică a localității Bonîșîn
     Ucraineană (100%)
Conform recensământului din 2001, toată populația localității Bonîșîn era vorbitoare de ucraineană (100%).